# Tentativo di trafugamento del corpo di sant'Alessandro
Il Tentativo di trafugamento del corpo di sant'Alessandro è un dipinto olio su tela di Carlo Ceresa realizzato nel 1639 e conservato sul lato destro della cappella dedicata a sant'Alessandro patrono della città di Bergamo della chiesa di Santa Grata in Columnellis di via Arena. Il dipinto è pendant con quello raffigurante le Esequie di sant'Alessandro ospitato sul lato sinistro della cappella.

## Storia e Descrizione
I due quadri sono posti sulla pareti laterali della cappella alessandrina dedicata al santo patrono di Bergamo, che ospita come pala d'altare la tela di Sant'Alessandro a cavallo con il vessillo della legione di Tebe opera di Fabio Ronzelli del 1629 circa, le due tele furono realizzate il decennio successivo. 
Le opere sono descritte sia dallo storico Maironi da Ponte che dal Pasta a conferma che hanno mantenuto la loro posizione originale nella cappella..
Le tele raffigurano eventi che seguono il martirio del santo, morto per decollazione, eventi descritti sia nell'antico Breviario che negli scritti di fra Celestino di Bergamo, e vogliono testimoniare la santità del soldato evidenziata dai fatti avvenuti subito dopo la sua morte. La cappella doveva essere una importante raffigurazione del culto del santo, e ospitava come pala centrale, la tela che raffigurava santa Grata che accoglieva il capo reciso del santo alla presenza di un re, questa fu poi venduta durante le soppressioni napoleoniche, conservata nella chiesa di Sant'Alessandro della Croce di via Pignolo e sostituita con quella del Ronzelli. 
Il dipinto cu presenta un evento raccontato da fra Celestino e dipinto dal Salmeggia nel 1616 Federico Barbarossa tenta di violare le reliquie di sant'Alessandro: 
(Fra Celestino Colleoni)
La vicenda che Federico I di Svezia avesse tentato di trafugare le reliquie del santo, non è documentata ma le realtà storica del Barbarossa che aveva cercato di frenare ogni forma di libertà con il nascere dei nuovi comuni, con l'imposizione di gravosi tributi e la devastazione di molte località della bergamasca, aveva lasciato nell'opinione pubblica un rancore che portò alla narrazione di alcune vicende probabilmente mai avvenute ma che diventarono leggende, tra queste il trasformare Federico I in un ladro della più amata reliquia dei bergamaschi, il suo santo patrono, reliquia che non fu mai trafugata grazie all'intervento miracoloso del santo stesso.
Il dipinto raffigura una scena molto affollata e divisa su due ordini, in quello superiore un sarcofago chiuso da una lastra in pietra, dove è raffigurato un giglio, emblema del soldato, che tre uomini cercano inutilmente di forzare, e dall'inutile sforzo uno ruzzola a terra. Nell'ordine inferiore il re Barbarossa con la corona e lo scettro in mano che incita allo sforzo, e accanto a lui alcuni prelati con la veste bianca e la torcia accesa stanno già celebrando il miracolo del santo che non ha permesso la devastazione della sua arca. Anche questo dipinto, come quello delle esequie del santo ha caratteristiche molto descrittive e manieristiche, e pur raffigurando soggetti molto differenti, presenta molte assonanze nella tecnica e nel colore. Il re indossa i medesimi abiti del personaggio identificato in san Lupo della tela posta a sinistra della cappella e anche il bianco della veste del prelato con la fiaccola è sicuramente assonante con l'altra opera.
Secondo la storica Mina Gregori le due opere sono da inserire in un'ottica milanese difficile inserirla nel percorso stilistico dell'artista: «due guaste storie di S. Alessandro […] sono affidate a uno schena a due piani di origine ancora morazzonesca e alla sapienza narrativa manzoniana dei milenesi. Il chierico di schiena è un citazione da Daniele»